# Cessna 162
De Cessna 162 Skycatcher is een eenmotorig recreatievliegtuig gebouwd door de Cessna Aircraft Company.
Het vliegtuig kan ook gebruikt worden voor trainingsvluchten en heeft een glazen cockpit. 
De Continental O-200 motor is al eerder gebruikt in de Cessna 150, en ook voor andere sportvliegtuigen als de Piper PA-18 Super Cub.
De C162 heeft (zoals de meeste Cessna's) een vast landingsgestel met schokdempers.

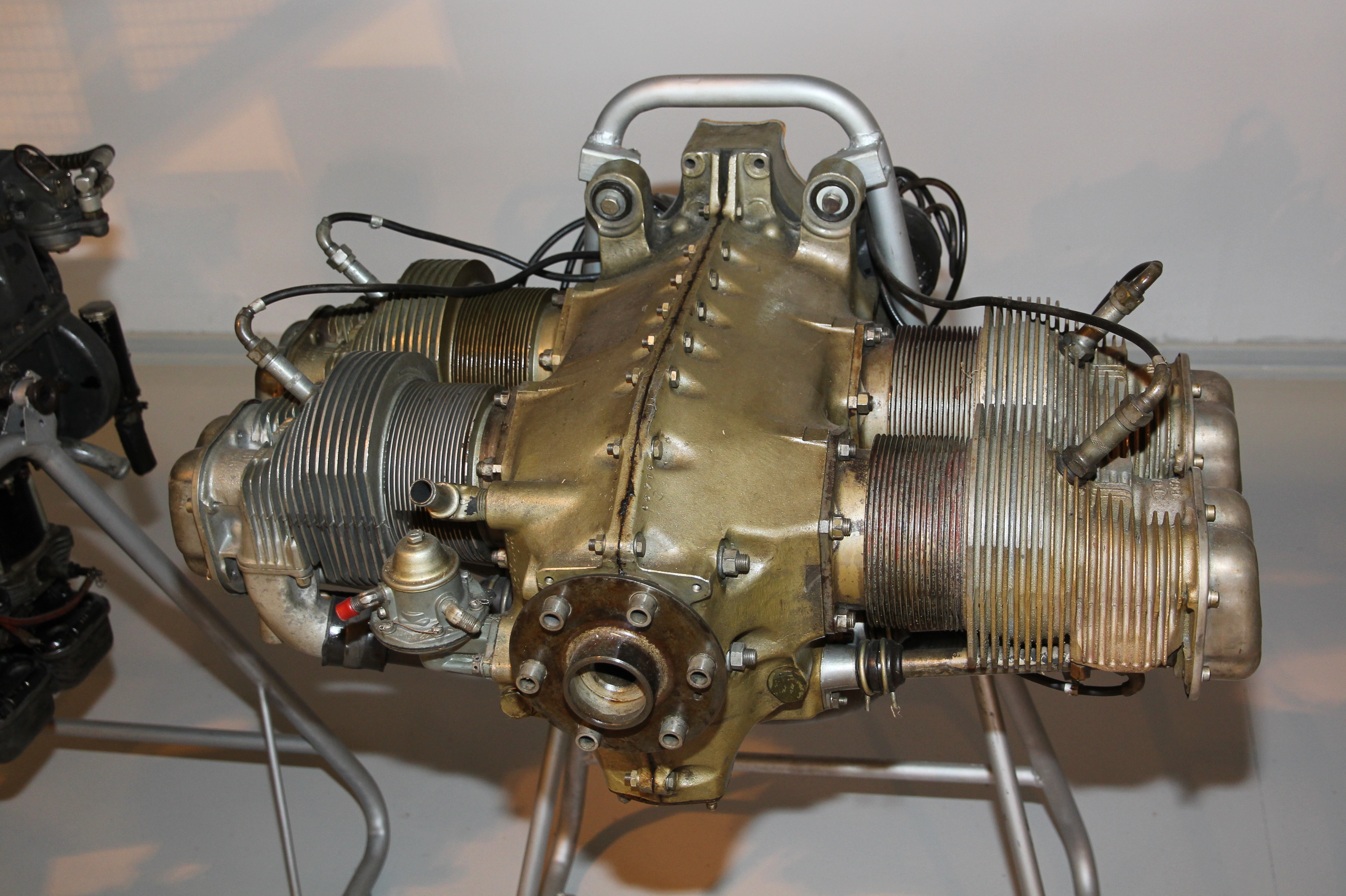
Continental O-200